# Hirschstetten
Hirschstetten est un quartier de Vienne du 22e arrondissement, Donaustadt, et une des 89 communautés cadastrales de Vienne. 
Il était une municipalité indépendante jusqu'en 1904. 

## Géographie
Hirschstetten est bordée à l'est par Breitenlee, au sud par Aspern et Stadlau (de) et à l'ouest par Kagran (de). La communauté cadastrale s'étend sur 551,89 ha.

## Histoire

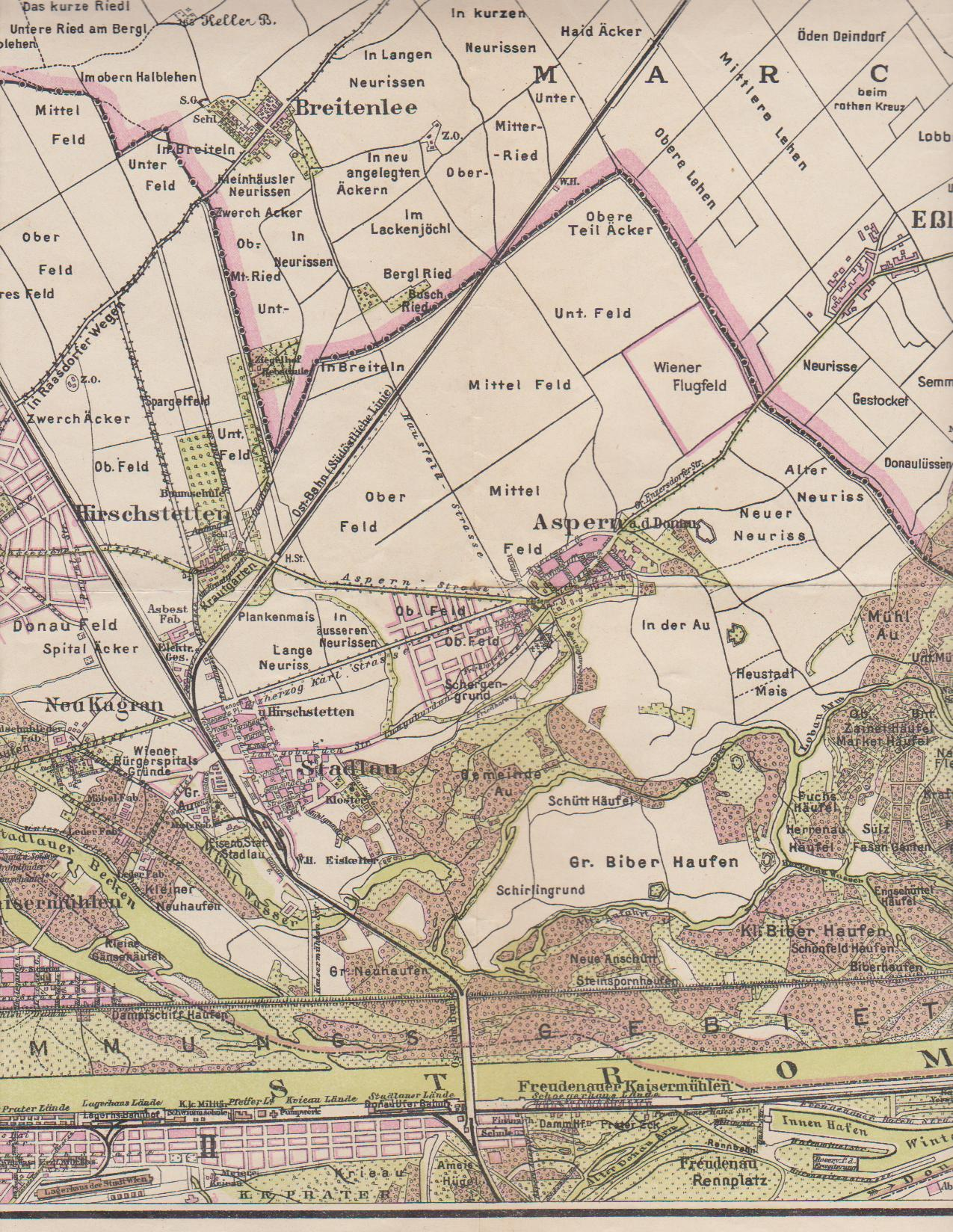
Hirschstetten sur un plan de ville de 1912

La ville d'Hirschstetten a été fondée en 1158 et est un fief princier jusqu'en 1240. Elle est alors entourée d'eau et est souvent inondée. Le château baroque de Hirschstetten est construit de 1713 à 1724. 
Les 21 et 22 mai 1809, lors de la bataille d'Aspern et d'Essling, Hirschstetten est partiellement détruite. Cependant, le château reste intact. 
En 1904, en raison de sa forte croissance, Hirschstetten est incorporée à Vienne dans le cadre du nouveau 21e arrondissement de Vienne, Floridsdorf mais en 1938, le quartier devient le 22e district de Groß-Enzersdorf. En 1945, Hirschstetten est en grande partie détruit dans un raid aérien. Le 22e arrondissement, plus petit, auquel appartient encore la ville, est appelé nommé Donaustadt en 1954. 
Depuis les années 1960, le site d'enfouissement du Rautenweg est exploité à l'extrémité nord du quartier, ce qui représente sa plus haute élévation.

## Monuments

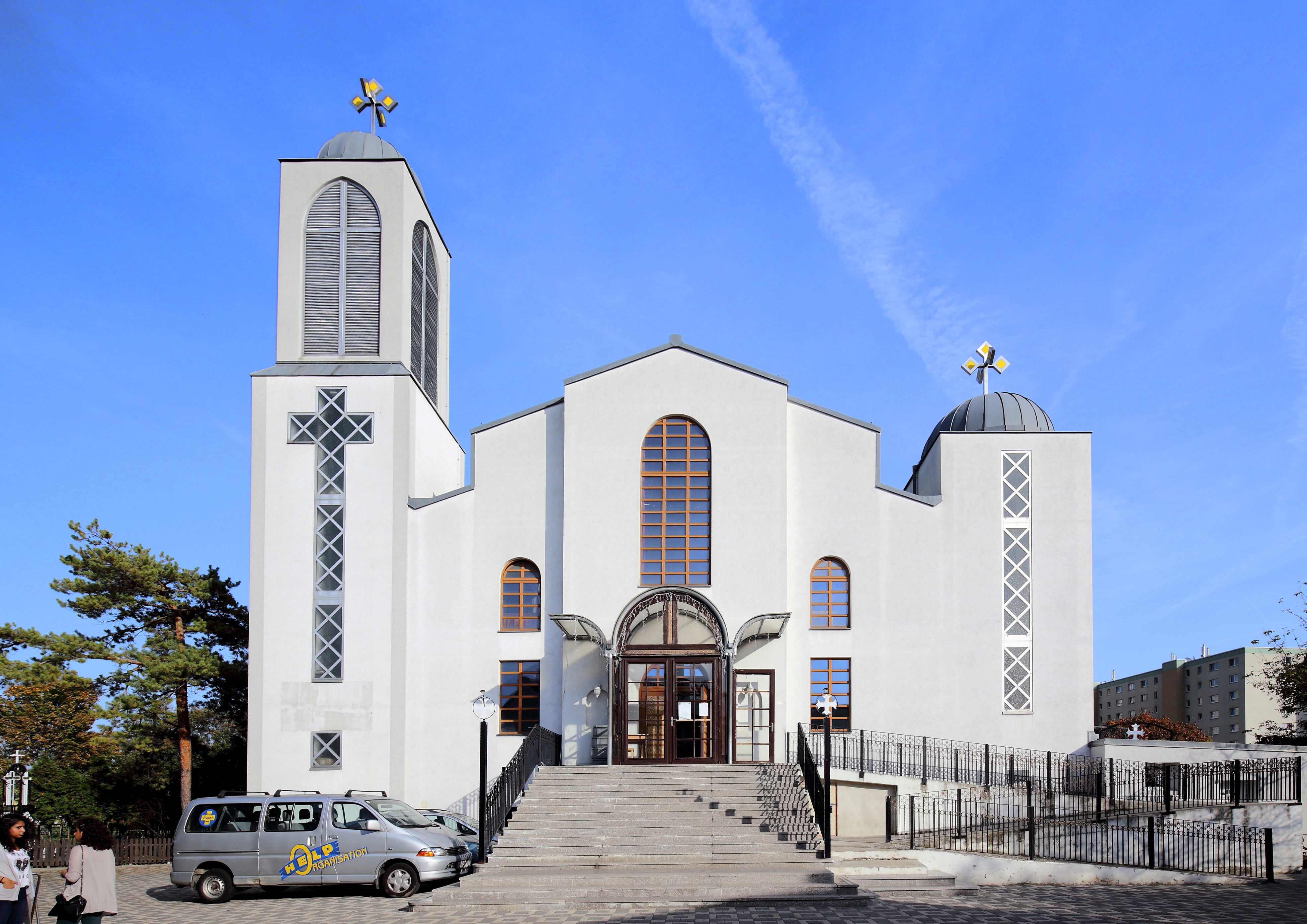
Église copte de la Sainte Vierge de Zeitoun

- La chapelle du palais, avec ses fresques de Daniel Gran, a été conservée malgré le raid aérien de 1945.
- L' église paroissiale Assomption de Marie a été construite au bas de l'ancien palais.
- Jardins fleuris d'Hirschstetten et palmeraie.
- Bassin de baignade de Hirschstetten, également appelé Ziegelhofteich.
- Église copte de la Sainte Vierge de Zeitoun.
- Église confessionnelle évangélique (au sud de Hirschstetten).

## Personnalités
- Clemens von Pirquet (1874-1929), médecin
- Guido von Pirquet (en) (1880-1966), pionnier des fusées
- Thomas Prager (né en 1985), joueur de football
- Yung Hurn (né en 1995), musicien de hip-hop